# 가이아나의 총리
가이아나 협동 공화국의 총리(영어: Prime Minister of the Co-operative Republic of Guyana)는 가이아나 국회의 선출된 의원으로, 대통령의 주요 보좌관이자 조언자이며 의회의 정부 사업의 지도자이기도 하지만 가이아나의 정부 수반은 아니다. 대통령직이 공석이 되면 총리가 대통령직을 맡는다.

## 배경
가이아나가 독립한 1966년에 가이아나의 총리직이 설립되었다. 그 사무실은 영국령 기아나의 총리와 최고 장관의 직접적인 후계자이다. 1964년 영국령 기아나의 마지막 선거가 열렸고, 독립 후 다음 선거가 예정되어 있는 가운데, 영국령 기아나의 수상은 독립일에 자동적으로 가이아나의 총리가 되었다.
1966년부터 1980년까지 총리는 행정권과 정부의 일반적인 지휘와 통제를 행사한 정부의 수장이었다. 이 기간 동안 이 나라의 국가원수는 1966년부터 1970년까지 엘리자베스 2세(총독으로 대표됨)였고, 가이아나가 공화국이 된 후 1970년부터 1980년까지 의식적인 대통령이었다.
1980년 헌법은 대통령제를 폐지하고 국가원수와 정부수반이 되는 대통령을 만들었다. 헌법에 따르면, 헌법이 제정되기 전의 총리는 완전한 행정권을 가진 대통령이 되었다. 총리직은 유지되었고 대통령의 후계자로서 총리의 헌법적 역할을 더욱 강조하기 위해 제1부통령의 영구적인 부속 사무소를 포함시켰다. 그러나 대통령이 위임한 책임에 따라 공직과 총리 개인의 권한과 영향력이 달라졌다.

## 같이 보기
- 가이아나의 대통령